# Göteborg Västgöta
Göteborg Västgöta i Göteborg var slutstationen för den smalspåriga Västergötland–Göteborgs Järnvägar. Stationen började byggas 1899 på Hultmans holme i området Lilla Bommen, stationen invigdes den 1 januari 1900. 1932 flyttade stationen till ett nytt läge bredvid Göteborgs centralstation

## Första stationen
Det första stationshuset ritades av arkitekten Carl Crispin och började byggas 1899. Stationen invigdes invigdes den 1 januari 1900 samtidigt som Västergötland–Göteborgs Järnvägars huvudlinje till Skara invigdes. Bangården, med sina 2 tågspår och ett uppställningsspår låg inklämd mellan Bergslagernas Järnvägars stationsområde och områden tillhörande Göteborgs stad. I samband med att alla de normalspåriga järnvägslinjerna samlades vid den expanderade Göteborgs centralstation, blev det trånga läget allt mer påtagligt. I planeringen för den kommande Götaälvbron kom staden fram till att den dåvarande bangården låg i vägen. År 1928 inleddes förhandlingar med Kungl. Järnvägsstyrelsen och Drätselkammaren i Göteborg om lösningen av dessa frågor.

## Ny station
1930 kunde byggnationen av ett nytt stationshus med tillhörande bangård påbörjas i anslutning till Göteborgs centralstation. Byggnaden, som är i modernistisk arkitektur, stod klar 1931 och är uppförd i gult tegel, med ett fundament i granit och fasadornament i kalksten och ritades av göteborgsarkitekten Ernst Torulf. Trafiken flyttade över till den nya stationen den 11 juni 1932.